# Kington Magna
Kington Magna est une paroisse civile et un village du Dorset, en Angleterre.